# Paul Martinis
Paul Martinis (Komiža, 1893.) je bio hrvatsko-američki ribarski poduzetnik.
Pred odlazak na višegodišnju službu u vojsku Habsburške Monarhije, odlučuje otići u SAD 1913. godine. Ukrcao se u Trstu na parobrod Martha Washington i nakon 18 dana plovidbe iskrcao se u njujorškoj luci. Došao je u SAD uopće ne poznavajući engleski jezik, a s kapitalom od 22 dolara i velikim ribolovnim iskustvom što ga je stekao ribareći sa svojim ocem od ranog djetinjstva. Stigao je u Astoriju u državi Oregonu, i kako bi preživio odmah se zaposlio u jednom restoranu kao ložač. Čuvši da u Tacomi ima komiških ribara, uputio se ondje u potrazi za ribarskim poslom. Tamo je sreo Nikolu Mardešića, kojega je poznavao iz Komiže, i na njegovom brodu Sunset zaradio prve dolare u lovu na losose. U Anacortesu 1916. kupuje svoj prvi brod Sloga za lov lososa. Lovi losose na ušću rijeke Columbia i u moru Pudget Sound blizu Tacome i Seattlea. Već je iduće godine, nakon uspješne ribolovne sezone, sagradio novi dvadesetmetarski brod Northland. Na Northlandu je Martinis prvi put preuzeo ulogu zapovjednika i uputio se prema Aljaski, u Beringovo more, kako bi tamo proveo sezonu lova na losose. Bio je dobar znalac morskih struja tako da bi prilikom mirovanja broda u luci pratio na dnu gibanje morske trave i po tome znao predvidjeti promjene morske struje, što mu je davalo prednost nad drugima u ribolovnoj akciji. To umijeće, kao i mnoga druga, baština je drevne tradicije dalmatinskih ribara. Komiški ribari u lovu na sardele razvili su vrlo istančan osjećaj za čitanje svih znakova u okolini bitnih za plovidbu i ribolov. Martinis je ostvatio rekordne ulove lososa u Bristol Bayu i u Beringovom moru te otkrio bogatstvo lososa u opasnim vodama Aleuta.
Izgradio je poslovno carstvo na ulovu lososa. Predsjednik Dwight Eisenhower ga je proglasio "kraljem aljaskog lososa".